# She's the Man
She's the Man és una pel·lícula estatunidenca dirigida per Andy Fickman, estrenada l'any 2006. El film és una lliure adaptació de l'obra de William Shakespeare, La nit de reis. Ha estat doblada al català.

## Argument
Quan Viola Hastings s'adona que no hi ha cap equip de futbol femení a la seva escola a Cornwall, es revolta però no la porta enlloc.
Però després de la marxa del seu germà bessó Sebastian, decideix ocupar el seu lloc a la seva escola. Es disfressa llavors de noi i torna a l'escola, on el seu germà no s'ha presentat, perquè ha preferit provar la seva sort en l'escena musical a Londres.
Però un cop arribada, per Viola comencen els problemes: cau enamorada del seu llogater, Duke, que estima la bonica Olivia. Olivia, pel que fa a ella, se sent furiosament atreta per Sebastian.
Es troba doncs obligada a fer malabarismes entre els dos personatges. Viola serà desgraciadament obligada a confessar en el partit de futbol, quan el seu germà bessó, Sebastian, torna més d'hora del previst. Olivia caurà llavors enamorada del verdader Sebastian (amb el qual els sentiments són recíprocs). Pel que fa a Viola, donarà cita a Duke en un parc i aquest li confessarà allà el seu amor per ella, i ella farà el mateix.

## Repartiment
- Amanda Bynes: Viola Hastings
- Channing Tatum: Duke Orsino
- Laura Ramsey: Olivia Lennox
- Vinnie Jones: L'entrenador Dinklage
- David Cross: El principal Gold
- Julie Hagerty: Daphne
- Robert Hoffman: Justin
- Alex Breckenridge: Monique
- Jonathan Sadowski: Paul Antonio
- Amanda Crew: Kia
- Andrew lowton: Sebastian Hastings
- Jessica Lucas: Yvonne
- Dee Jay Jackson: Taxista
- Patricia Idlette: Professor de Ciències
- Brandon Jay McLaren: Toby
- Clifton MaCabe Murray: Andrew
- Emily Perkins: Eunice

## Crítica
- "Una molt agradable, entretinguda i sovint enginyosa obra sense pretensions amb encertades interpretacions. (...) Puntuació: ★★★ (sobre 4)."[3]
- "Gràcies al seu encertat repartiment, la pel·lícula és més divertida del que s'esperaria considerant el seu erràtic guió."[4]
- "Ni per un segon em vaig creure l'argument, però durant tota la pel·lícula em vaig creure que Amanda Bynes és adorable. (...) divertits secundaris (...) Puntuació: ★★★ (sobre 4)."[5]
- "Es basa en 'Twelfth Night', però pel to de la pel·lícula (histèricament enèrgic) i l'estil de les actuacions (emfàticament grotesc) s'adequaria més a un musical camp alternatiu de Broadway.[6]